# 乃村健次
乃村 健次（のむら けんじ、1970年7月23日 - ）は、日本の男性声優。岡山県出身。青二プロダクション所属。

## 略歴
倉敷市立茶屋町小学校から倉敷市立東陽中学校を経て岡山県立倉敷天城高等学校を卒業。
昔はソフトボールをしており、その後野球部に所属して、中学の途中から高校まで野球をしていた。
外国映画が好きである。小学2・3年の時、父と一緒で劇場で見ていた『キングコング』にやみつきになったことで洋画好きとなり、テレビシリーズの『白バイ野郎ジョン&パンチ』、『地上最強の美女バイオニック・ジェミー』にも夢中になった。アニメにも興味を持ったが、声優にまでは意識は行かなかった。当時見ていた作品の量は、普通だったかもしれないという。
高校の終わりごろにデビッド・E・ケリー脚本のテレビドラマ『L.A.ロー 七人の弁護士』を見て弁護士ものが好きになり、吹き替えも始めて意識して声優という職業を知った。その時に声優の仕事をしようと思い研究を始めたが、レンタルビデオが普及し始めた1980年代後半くらいだったこともあり、見ていた作品の量が普通ではなくなったという。
それまでは声優については考えたことも全く、単純なファンだった。「もっとも洋画好きが高じてハリウッドに出たい」という夢は描いたことはあったが、「人前に出ることは苦手なんで、じゃ声だけで演じたんならどうなるんだろう」と考えた事が直接のきっかけである。
東京の大学に通うため上京したが、親には内緒で高桑慎一郎主催下の学校で声優の素養を学び、俳協ボイスアクターズスタジオを経てアクセントに所属。所属後、映像テクノアカデミアで学ぶ。
2020年1月1日より、26年間所属していたアクセントを退所し、青二プロダクションに移籍。

## 人物
声種はローバリトン。方言は岡山弁。趣味はゲーム。
吹き替えでは主にジャイモン・フンスーを担当している。

## 出演
太字はメインキャラクター。

### テレビアニメ
1997年
- VIRUS -VIRUS BUSTER SERGE-（ガードマン、警備員A）
- 金田一少年の事件簿（1997年 - 2000年、若王子幹彦、舟木敏朗）
- 剣風伝奇ベルセルク（1997年 - 1998年、黒羊副長、親衛隊長）
- HARELUYA II BØY（山下、鬼、食堂の主人 他）
- 夢のクレヨン王国（カメレオン総理）

1998年
- 異次元の世界エルハザード（ナルシス二世）
- おじゃる丸（カレー屋の店主）
- SHADOW SKILL -影技-（ギス、男B、船頭、アーマー隊長）
- serial experiments lain（目）
- DTエイトロン（島の男）
- TRIGUN（ティルス 他）
- バブルガムクライシス TOKYO 2040
- ひみつのアッコちゃん（ゴンタ、スポンサー）
- MASTERキートン（神父）
- LEGEND OF BASARA（村人、赤の軍・兵士、使者 他）

1999年
- 今、そこにいる僕（1999年 - 2000年、教官、兵士、村人、兵士）
- エデンズボゥイ（ガロワ）
- おジャ魔女どれみ（1999年 - 2002年、はづきのパパ、オジジーデ 他） - 4シリーズ
- ∀ガンダム（親衛隊隊員A）
- デジモンアドベンチャー（ナニモン）
- パワーストーン（ラメガウン、格闘家）
- 魔装機神サイバスター（イザキ）

2000年
- 風まかせ月影蘭
- 銀装騎攻オーディアン（オットー）
- STRANGE DAWN（村人）
- ニャニがニャンだー ニャンダーかめん（大亀大王）

2001年
- X -エックス-（小学校の先生）
- グラップラー刃牙（範馬勇次郎 他）
- SAMURAI GIRL リアルバウトハイスクール（ウィラード・ゲーツ）
- デジモンテイマーズ（バベル）
- 破邪巨星Gダンガイオー（首領）
- ONE PIECE（2001年 - 2023年、クロマーリモ、ロブソン、ブラハム、ボビー・ファンク、ゴリラ、ジャック、コウシロウ〈2代目〉）

2002年
- キン肉マンII世（2002年 - 2006年、バッファローマン、スカーフェイス、ダーク万太郎F / バロン・マクシミリアン、ハラボテ・マッスル） - 3シリーズ
- 十二国記（浩瀚）
- デジモンフロンティア（アルボルモン / ペタルドラモン）
- 天地無用! GXP（海賊船船長・マーロン）
- ドラゴンドライブ（大男）
- ハングリーハート WILD STRIKER（釜田豪三）
- ふぉうちゅんドッグす（エージ、ターナー、作業員、父親）

2003年
- 明日のナージャ（ロッソ、プラティニ編集長）
- GAD GUARD（ラリー・J・ハーモニー）
- ガンパレード・マーチ 〜新たなる行軍歌〜（教師）
- キノの旅 -the Beautiful World-（隊長）
- 金色のガッシュベル!!（2003年 - 2004年、ガブリオ、遠藤喜一郎 / 大男、ファウスト）
- TEXHNOLYZE（警護男）
- 鋼の錬金術師（デルフィーノ）
- PAPUWA（マジック）
- PEACE MAKER鐵（原田左之助）
- 人間交差点（横山）
- ボボボーボ・ボーボボ（テスイカツ）
- ミッドナイトホラースクール（ティゲール先生、エディー、ミスター・ショータイム、返却機 他）

2004年
- エリア88（ハンス）
- げんしけん（2004年 - 2007年、久我山光紀） - 2シリーズ
- 攻殻機動隊 S.A.C. 2nd GIG（三橋タカシ）
- こちら葛飾区亀有公園前派出所（団吉〈ヒゲゴリラ〉）
- サムライチャンプルー（村人、野武士）
- それいけ!ズッコケ三人組（音羽警部、星野泰三、権九郎、玉本、芦野社長）
- tactics（士雲）
- 月詠 -MOON PHASE-（御堂虎次郎）
- 爆裂天使（研究員A）
- B-伝説! バトルビーダマン（ノウズ）
- 光と水のダフネ（ウォン）
- ファンタジックチルドレン（2004年 - 2005年、記者B、署長、キルヒナーの叔父、委員B、委員）
- 冒険王ビィト（ゼニア）
- 陸奥圓明流外伝 修羅の刻（中村半次郎）
- 名探偵コナン（2004年 - 2023年、鬼貫守、海老沢金吾、小杉啓治、加賀充昭、奥田晃宏、大藪公房、大村直行、大井宏樹、アンドレ・キャメル〈2代目〉 他）
- 勇午 〜交渉人〜（兵士2、諜報員B）
- ロックマンエグゼStream（2004年 - 2005年、デューオ）

2005年
- アイシールド21（大田原誠、葉柱斗影、小結の父）
- ガイキング LEGEND OF DAIKU-MARYU（2005年 - 2006年、コドル、チェリー）
- ギャラリーフェイク（シンハ）
- 銀牙伝説WEED（ヒロ）
- ジパング（角松洋吉）
- Xenosaga THE ANIMATION（マシューズ）
- トリニティ・ブラッド（ハンガリア侯爵ジュラ・カダール）
- ハチミツとクローバー（藤原類二）
- フタコイ オルタナティブ（豆腐屋の玄さん）

2006年
- オーバン・スターレーサーズ（ラッシュ）
- 銀色のオリンシス（ダラス）
- 新 キャプテン・スカーレット（ブラック大尉）
- スーパーロボット大戦OG -ディバイン・ウォーズ-（仮面の男）
- 奏光のストレイン（ベン）
- 太陽の黙示録（島田）
- タクティカルロア（陸待クニオ）
- 出ましたっ!パワパフガールズZ（ミイラ男）
- 爆球Hit! クラッシュビーダマン（美吉一元斎）
- ヤマトナデシコ七変化♥（黒服）
- 妖怪人間ベム（立山紀浩）

2007年
- ゲゲゲの鬼太郎（第5作）（木村）
- キスダム -ENGAGE planet-（出門狼騎）
- シグルイ（鎌ェ門）
- 灼眼のシャナ シリーズ（2007年 - 2012年、『星河の喚び手』イーストエッジ） - 2シリーズ
- 獣神演武 -HERO TALES-（馬伍兄弟）
- 神曲奏界ポリフォニカ（皇帝）
- 人造昆虫カブトボーグ V×V（バーバリカン高崎）
- DARKER THAN BLACK -黒の契約者-（男）
- Devil May Cry（ブライアン）
- 祝!(ハピ☆ラキ)ビックリマン（ミスターダンディー）
- BLEACH（ヤミー・リヤルゴ）
- 魔人探偵脳噛ネウロ（幕田進）
- MOONLIGHT MILE 1stシーズン -Lift off-（カポーティ）
- メイプルストーリー（オガーニ、獅子）
- レ・ミゼラブル 少女コゼット（黄色いコートの男）

2008年
- Yes!プリキュア5GoGo!（ヤドカーン）
- かのこん（熊田流星）
- GUNSLINGER GIRL -IL TEATRINO-（サレス少佐）
- キャシャーン Sins（2008年 - 2009年、ロボット、黒人の男）
- 狂乱家族日記（サンタ）
- ゴルゴ13（ファルカン）
- 俗・さよなら絶望先生（ペリー）
- 秘密 〜The Revelation〜（助手）
- 北斗の拳 ラオウ外伝 天の覇王（ハッカ）
- まめうしくん（わるいの）
- 遊☆戯☆王5D's（ディマク）
- ONE OUTS -ワンナウツ-（井本）

2009年
- 青い文学シリーズ「蜘蛛の糸・地獄変」（大男）
- あにゃまる探偵 キルミンずぅ（小結タツロウ）
- 犬夜叉 完結編（牛鬼）
- 銀魂（ハッチ）
- グイン・サーガ（ドードー）
- 空中ブランコ（矢崎）
- クロスゲーム（2009年 - 2010年、赤石修）
- 戦場のヴァルキュリア（ラルゴ・ポッテル）
- 蒼天航路（男）
- テガミバチ（2009年 - 2010年、団長） - 2シリーズ
- とある魔術の禁書目録（2009年 - 2010年、上条刀夜） - 2シリーズ
- はじめの一歩 New Challenger（世界戦リングアナ）
- 初恋限定。（財津操）
- バトルスピリッツ 少年激覇ダン（2009年 - 2010年、カザン）
- MAJOR シリーズ（2009年 - 2010年、板尾、ヘリング） - 2シリーズ
- ヤッターマン（第2作）（スコップ博士）
- リストランテ・パラディーゾ（ロレンツォ）

2010年
- SDガンダム三国伝 Brave Battle Warriors（曹操ガンダム）
- オオカミさんと七人の仲間たち（豚田太）
- 閃光のナイトレイド（森島守人）
- ドラえもん（テレビ朝日版第2期）（2010年 - 2024年、親玉、青果店主、黒服の男、サムソン、玉夫 他）
- バトルスピリッツ ブレイヴ（2010年 - 2011年、カザン）
- HEROMAN（ミューア）
- 毎日かあさん（おじさん）
- リングにかけろ1 影道編（死神）

2011年
- カードファイト!! ヴァンガード（2011年 - 2013年、金歯の銀銅） - 2シリーズ
- 快盗天使ツインエンジェル〜キュンキュン☆ときめきパラダイス!!〜（ボス）
- 機動戦士ガンダムAGE（イワーク・ブライア）
- クレヨンしんちゃん（2011年 - 2023年、双葉城城主、怪人マックロウ、よし男、利本加太郎、ネネパパ 他）
- GOSICK -ゴシック-（騎士）
- C（酒巻勉）
- スイートプリキュア♪（ゴーレム）
- NARUTO -ナルト- 疾風伝（船長）
- 忍たま乱太郎（2011年 - 2013年、南田完太、大名、忍者、常光寺与ヱ門〈3代目〉、武芸者 他）
- プリティーリズム・オーロラドリーム（天宮龍太郎）
- ブレイド（若貴族）
- べるぜバブ（城山猛、極悪ネコA、神崎の父、ザンガ）
- ベン・トー（警備員）
- まじっく快斗（怪人）
- 遊☆戯☆王ZEXAL（矢最豊作）

2012年
- 宇宙兄弟（吾妻滝生）
- うぽって!!（カーリィー、フラワー）
- ジョジョの奇妙な冒険（サンタナ）
- じょしらく（ウサ様）
- バトルスピリッツ 覇王（フレディ・ジェイソン）
- めだかボックス アブノーマル（高千穂仕種）
- ヨルムンガンド（ワイリ、部下） - 2シリーズ

2013年
- RDG レッドデータガール（野々村慎吾）
- ガッチャマン クラウズ（国分阿蘭）
- 絶対防衛レヴィアタン（レージ・ロゥ）
- 最強銀河 究極ゼロ 〜バトルスピリッツ〜（2013年 - 2014年、怒りのハシブト、アルティメット・ジークフリーデン）
- デュエル・マスターズ ビクトリーV3（2013年 - 2014年、ボルバルザーク・エクス）
- ハヤテのごとく! Cuties（ドーナツ軍曹）
- BLAZBLUE ALTER MEMORY（アイアン＝ティガー）
- プリティーリズム・レインボーライブ（森園正）
- ムシブギョー（尾上影忠、老中）

2014年
- アカメが斬る!（シュテン）
- それでも世界は美しい（ジャイナ）
- 大怪獣ラッシュ ウルトラフロンティア（ガッツ星人シーズ）
- 東京喰種トーキョーグール（2014年 - 2018年、嘉納教授→嘉納明博） - 4シリーズ
- ディスク・ウォーズ:アベンジャーズ（ウルヴァリン）
- 幕末Rock（お登勢）

2015年
- アルスラーン戦記（ガルシャースフ）
- うたわれるもの 偽りの仮面（ヴライ）
- ガッチャマン クラウズ インサイト（国分阿蘭）
- 機動戦士ガンダム 鉄血のオルフェンズ（オルクス）
- 純潔のマリア（愛人）
- 食戟のソーマ（2015年 - 2017年、豪田林清志） - 2シリーズ
- 新妹魔王の契約者（ヴァルガ） - 2シリーズ
- ダンジョンに出会いを求めるのは間違っているだろうか（2015年 - 2020年、ガレス・ランドロック、ゴライアス） - 2シリーズ
- デュエル・マスターズ VSR（2015年 - 2016年、江戸川ランボー、ドラッケン）
- ルパン三世 PART IV（レオ）

2016年
- Re:ゼロから始める異世界生活（2016年 - 2025年、リカード） - 4シリーズ / 2020年に第1期新編集版が放送
- アクティヴレイド -機動強襲室第八係- 2nd（ケンゾー）
- 亜人（真鍋）
- 怪盗ジョーカー（コマンドー殺子）
- 機動戦士ガンダムUC RE:0096（プチモビパイロット、アレク、甲板先任士官、ゼネラル・レビル艦長）
- タイガーマスクW（2016年 - 2017年、米国アナウンサー、石井智宏）
- タイムボカン24（ティラノサウルス）
- タブー・タトゥー（謎の声）
- D.Gray-man HALLOW（ゴウシ）
- ディバインゲート（パロミデス）
- Dimension W（エバリー・ウォン）
- デュエル・マスターズ VSRF（2016年 - 2017年、江戸川ランボー、ハムハム14世）
- ドリフターズ（ジルドレ）
- 灰と幻想のグリムガル（ゴブリンB、ホブゴブリン）
- バトルスピリッツ ダブルドライブ（赤のアルティメット）

2017年
- ドラゴンボール超（2017年 - 2018年、トッポ、パンチア）
- ソード・オラトリア ダンジョンに出会いを求めるのは間違っているだろうか外伝（ガレス・ランドロック）
- Fate/Apocrypha（獅子劫界離）
- バチカン奇跡調査官（カルロ・ゼッティ）
- 魔法陣グルグル（サタナチア、ボス）
- 妖怪アパートの幽雅な日常（ヤマさん）
- キノの旅 -the Beautiful World- the Animated Series（年上の男）

2018年
- 牙狼〈GARO〉-VANISHING LINE-（ゴードン）
- グラゼニ（迫田） - 2シリーズ
- ゴールデンカムイ（2018年 - 2023年、牛山辰馬） - 4シリーズ
- レイトン ミステリー探偵社 〜カトリーのナゾトキファイル〜（2018年 - 2019年、ザック・ライエル）
- ソードアート・オンライン オルタナティブ ガンゲイル・オンライン（プレイヤー）
- パズドラ（2018年 - 2025年、アナウンサー、デスパイネン）
- プラネット・ウィズ（竜造寺隆、龍）
- ガンダムビルドダイバーズ（ロータス卿）
- 天狼 Sirius the Jaeger（金城警部）
- アンゴルモア 元寇合戦記（白石和久）
- 百錬の覇王と聖約の戦乙女（ユングヴィ）
- Phantom in the Twilight（ジョージ・L・グレゴリー）
- Back Street Girls -ゴクドルズ-（リョウ父）
- はたらく細胞（エフェクターT細胞）
- バキ（末堂厚）
- メルクストーリア -無気力少年と瓶の中の少女-（店主、酒場のおやじ）
- 転生したらスライムだった件（2018年 - 2019年、ゲルド / オークロード）

2019年
- ガーリー・エアフォース（八代通遥）
- 魔法少女特殊戦あすか（飯塚義明）
- ポプテピピック TVスペシャル（鬼）
- KING OF PRISM -Shiny Seven Stars-（リヴィングストン児玉）
- Fairy gone フェアリーゴーン（ユアン・ブリーズ）
- 八月のシンデレラナイン（野球専門店店長）
- キラッとプリ☆チャン（2019年 - 2020年、まりあパパ）
- ワンパンマン（ゴウケツ）
- グランベルム（満月の父）
- BEM（ジョエル・ウッズ）
- ロード・エルメロイII世の事件簿 -魔眼蒐集列車 Grace note-（2019年 - 2021年、獅子劫界離） - 1シリーズ + 特別編
- ヴィンランド・サガ（ジャバザ軍隊長）
- 炎炎ノ消防隊（2019年 - 2026年、フレイル） - 4シリーズ
- 警視庁 特務部 特殊凶悪犯対策室 第七課 -トクナナ-（遠藤六輔）
- Dr.STONE（ゴーザン）
- 歌舞伎町シャーロック（近江山）
- バビロン（2019年 - 2020年、テイラー・グリフィン）

2020年
- ゲゲゲの鬼太郎（第6作）（埴輪武者）
- BNA ビー・エヌ・エー（石崎浩一）
- あひるの空（酒巻呼人）
- GREAT PRETENDER（ルイス・ミューラー）

2021年
- オルタンシア・サーガ（ルギス・F・カメリア、人狼）
- たとえばラストダンジョン前の村の少年が序盤の街で暮らすような物語（スレオニン）
- デジモンアドベンチャー:（ゴグマモン）
- BORUTO-ボルト- NARUTO NEXT GENERATIONS（コカツ）
- 不滅のあなたへ（チャンの父）
- 転生したらスライムだった件 転スラ日記（ゲルド王）
- 迷宮ブラックカンパニー（秘書）
- 戦乙女の食卓II（ホム王、傍白）
- 出会って5秒でバトル（園長）
- 最果てのパラディン（2021年 - 2023年、レイストフ） - 2シリーズ
- デジモンゴーストゲーム（2021年 - 2022年、レッパモン尻尾）

2022年
- ニンジャラ（2022年 - 2025年、ナレーション、ブルース）
- 史上最強の大魔王、村人Aに転生する（邪神）
- 異世界薬局（ブリュノ・ド・メディシス）
- オーバーロードIV（オラサーダルク＝ヘイリリアル）
- 異世界おじさん（店主）
- 忍の一時（太宰蔵人）
- デュエル・マスターズ WIN（2022年 - 2024年、深淵の懐炉 マーダン＝ロウ） - 2シリーズ

2023年
- トモちゃんは女の子!（相沢五郎）
- アルスの巨獣（グウン）
- The Legend of Heroes 閃の軌跡 Northern War（ドレン・ダン）
- 人間不信の冒険者たちが世界を救うようです（アルガス）
- TRIGUN STAMPEDE（ゴフセフ）
- 地獄楽（ナレーション）
- 僕の心のヤバイやつ（2023年 - 2024年、前田先生） - 2シリーズ
- MIX MEISEI STORY 2ND SEASON 〜二度目の夏、空の向こうへ〜（高安）
- マッシュル-MASHLE-（オロル・アンドリュー）
- はたらく魔王さま!!（リヴィクォッコ）
- EDENS ZERO（グッドウィン）
- 呪術廻戦 懐玉・玉折/渋谷事変（父親）
- 鴨乃橋ロンの禁断推理（時刻表学教官）
- とあるおっさんのVRMMO活動記（ブラックス）
- アンデッドアンラック（ボイド）

2024年
- 逃走中 グレートミッション（ファラオ）
- キングダム（雷土）
- 異世界でもふもふなでなでするためにがんばってます。（ソル）
- 戦国妖狐（神雲） - 2シリーズ
- 佐々木とピーちゃん（ディートリッヒ）
- SHIBUYA♡HACHI（2024年 - 2025年、モヤイ） - 3シリーズ
- Unnamed Memory（2024年 - 2025年、エッタード） - 2シリーズ
- Lv2からチートだった元勇者候補のまったり異世界ライフ（サイクロプス）
- ダンジョンの中のひと（テルル）
- 異世界失格（親分）
- 青の祓魔師 シリーズ（2024年 - 2025年、オセオラ・レッドアーム） - 2シリーズ
- 青のミブロ（2024年 - 2025年、平山五郎）
- 妖怪学校の先生はじめました!（AD）
- 七つの大罪 黙示録の四騎士（マクダフ）

2025年
- アサティール2 未来の昔ばなし（父親 マートゥーグ）
- 没落予定の貴族だけど、暇だったから魔法を極めてみた（チャールズ）
- SAKAMOTO DAYS（ボス）
- Übel Blatt〜ユーベルブラット〜（ダリステ）
- いずれ最強の錬金術師?（ドガンボ）
- Aランクパーティを離脱した俺は、元教え子たちと迷宮深部を目指す。（ルーセント）
- 中禅寺先生物怪講義録 先生が謎を解いてしまうから。（御薙有光）
- 小市民シリーズ（馬渕）
- 盾の勇者の成り上がり Season 4（リケラス）

### 劇場アニメ
2000年
- エスカフローネ（兵）

2002年
- エクスドライバー the Movie（フィッツ）

2005年
- 甲虫王者ムシキング スーパーバトルムービー 〜闇の改造甲虫〜（オオクワガタA）

2008年
- ONE PIECE THE MOVIE エピソードオブチョッパー+ 冬に咲く、奇跡の桜（クロマーリモ、ロブソン）

2010年
- いばらの王 -King of Thorn-（ロン・ポートマン）
- ルー=ガルー

2011年
- クレヨンしんちゃん 嵐を呼ぶ黄金のスパイ大作戦（アズマ）

2012年
- 映画 スマイルプリキュア! 絵本の中はみんなチグハグ!（一寸法師の鬼）

2013年
- キャプテンハーロック -SPACE PIRATE CAPTAIN HARLOCK-
- リトル ウィッチ アカデミア（ミノタウロス）

2014年
- 宇宙兄弟＃0（吾妻滝生）

2016年
- 亜人 -衝突-（真鍋）
- CYBORG009 CALL OF JUSTICE（005 / ジェロニモ・ジュニア）
- ONE PIECE FILM GOLD（バーロン）

2018年
- 映画ドラえもん のび太の宝島（紋次郎）
- PEACE MAKER 鐵（原田左之助） - 2作品

2019年
- 劇場版シティーハンター 〈新宿プライベート・アイズ〉（PMC隊長）
- バースデー・ワンダーランド（公爵）

2020年
- KING OF PRISM ALL STARS -プリズムショー☆ベストテン-（2020年、ケン・リヴィングストン児玉）
- 劇場版BEM〜BECOME HUMAN〜（ジョエル・ウッズ）
- 魔女見習いをさがして（専務）

2022年
- クレヨンしんちゃん もののけニンジャ珍風伝（部長）

2023年
- BLUE GIANT（由井）
- 名探偵コナン 黒鉄の魚影（アンドレ・キャメル）

### OVA
1997年
- サクラ大戦 桜華絢爛（大神の先輩）
- B'T-X NEO（通信兵A）

1998年
- MASTERキートン（レコード店店長、レオンの手下B、スワンの部下B）

1999年
- サクラ大戦 轟華絢爛（棟梁）
- 太陽の船 ソルビアンカ（レポーターB）
- てなもんやボイジャーズ（警官A）

2000年
- 銀河英雄伝説外伝 螺旋迷宮（ヴィットリオ・ディ・ベルティーニ、フェルナンデス少将）

2002年
- こすぷれCOMPLEX（黒葉コーチ）
- 戦闘妖精雪風（副官）

2003年
- HUNTER×HUNTER（2003年 - 2004年、フランクリン、ニッケス、山賊A、男、ボポボ、プレイヤーB） - 2作品
- HAND MAID マイ（大島孝蔵）

2005年
- ファイナルファンタジーVII アドベントチルドレン（2005年 - 2009年、ロッズ） - 2作品

2007年
- STRAIT JACKET（リーグス）

2008年
- KITE LIBERATOR（野口一象）

2010年
- 機動戦士ガンダムUC（アレク）
- べるぜバブ 〜拾った赤ちゃんは大魔王!?〜（城山〈城山猛〉）

2011年
- エア・ギア 黒の羽と眠りの森 -Break on the sky-（ドントレス）
- SUPERNATURAL: THE ANIMATION（ブルース）

2013年
- 史上最強の弟子ケンイチ（グスコー）※単行本第53巻OVA付き特装版

2018年
- 幽☆遊☆白書 TWO SHOTS（八つ手）

### Webアニメ
2005年
- リーンの翼（ドレガン）

2006年
- 幕末機関説 いろはにほへと（案山子の恵信、島田魁）
- FLAG（ヤン・ニッカネン）

2008年
- いくぜっ! 源さん（田村源六）

2016年
- モンスターストライク（2016年 - 2019年、バベル、グリムロード）

2017年
- 機動戦士ガンダム サンダーボルト（バークレー）

2019年
- スーパードラゴンボールヒーローズ 宇宙騒乱編プロモーションアニメ（トッポ）
- バトルスピリッツ サーガブレイヴ（カザン）
- 7SEEDS（織田道綱）
- OBSOLETE（採掘場現場主任、隊員B）
- 斉木楠雄のΨ難 Ψ始動編（窪谷須廉庵）

2020年
- 無限の住人-IMMORTAL-（弁鬼）
- ニンジャラ エピソード0 ニンジャガム誕生（ナレーション）
- ガンダムビルドダイバーズRe:RISE（ロータス）

2021年
- 極主夫道（ヤクザA）

2022年
- スプリガン（ヴィクトル）
- 風都探偵（2022年、二階堂守 / リアクター・ドーパント）

2023年
- 範馬刃牙（末堂厚）

### ゲーム
1997年
- パンツァーバンディット（ジンゴロウ）

1998年
- AZEL - パンツァードラグーンRPG（アブネル）
- 魔法少女プリティサミー〜ハートのきもち〜（ケイン）

1999年
- 探偵 神宮寺三郎 灯火が消えぬ間に（今泉直久）
- ヴァルキリープロファイル（ブラムス、ブラッドヴェイン、ドラゴンタイラント）

2000年
- あしたのジョー 闘打 〜タイピング泪橋〜（マンモス西）
- 仮面ライダーV3（ヨロイ元帥 / ザリガーナ）
- UNiSON（ポッチ）

2001年
- EXTERMINATION（ロジャー・グリッグマン）
- From TV animation ONEPIECE とびだせ海賊団!（クロマーリモ / チェスマーリモ）

2002年
- アンリミテッド:サガ（イスカンダール、ナイト・オブ・ザ・ラウンドテーブル）
- キン肉マンII世 正義超人への道（スカーフェイス、バッファローマン）
- キン肉マンII世 新世代超人VS伝説超人（バッファローマン、スカーフェイス）
- From TV animation ONE PIECE グランドバトル!2（クロマーリモ / チェスマーリモ）
- ラチェット&クランク（キャプテン・クォーク）

2003年
- ケロケロキングDX（ゴルゴンゾーラ、フィッシュ）
- 鋼の錬金術師 翔べない天使（トレインジャック1）
- ラチェット&クランク2 ガガガ!銀河のコマンドーっす（キャプテン・クォーク）

2004年
- アニメバトル 烈火の炎 FINAL BURNING（ゼット、監視員）
- エースコンバット5（マーカス・スノー）
- カオスブレイカー
- キン肉マン ジェネレーションズ（バッファローマン、支配されたバッファローマン、スカーフェイス）
- 十二国記 -赫々たる王道 紅緑の羽化-（浩瀚）
- Halo 2（テレンス・フッド提督）
- ラチェット&クランク3 突撃!ガラクチック★レンジャーズ（キャプテン・クォーク）
- ONE PIECE ランドランド!（クロマーリモ / チェスマーリモ）

2005年
- スター・ウォーズ リパブリック・コマンド（デルタ オー・セヴン"セヴ"）
- TOUGH DARK FIGHT（ジャコブ・オゾン、ナレーション）
- 月は切り裂く 〜探偵 相楽恭一郎〜（伊達義重）
- 鋼の錬金術師3 神を継ぐ少女（一族の戦士〈巨漢〉）
- 義経英雄伝（武蔵坊弁慶）
- 義経英雄伝修羅（武蔵坊弁慶）
- ラチェット&クランク4th ギリギリ銀河のギガバトル（キャプテン・クォーク、リアクター）
- 龍が如く（寺田行雄）

2006年
- 闇夜にささやく〜探偵 相楽恭一郎〜（伊達義重）
- アーマード・コア4（ベルリオーズ）
- ヴァルキリープロファイル レナス（ブラムス、ブラッドヴェイン、ドラゴンタイラント）
- キン肉マン マッスルジェネレーションズ（バッファローマン、スカーフェイス）
- キン肉マン マッスルグランプリ（バッファローマン）
- キン肉マン マッスルグランプリMAX（バッファローマン、スカーフェイス）
- ソニックライダーズ（ストーム・ザ・アルバトロス）
- テイルズ オブ ザ テンペスト（フォレスト・ルドワウヤン）
- ヴァルキリープロファイル2 シルメリア（ディラン / ブラムス）
- BULLET WITCH（ダークネス）
- みんなのテニス（ロックブル）
- Lamento -BEYOND THE VOID-（バルド）
- ロックマンロックマン（ガッツマン、イエローデビル）
- ワイルドアームズ ザ フィフスヴァンガード（ナイトバーン・アックランド）

2007年
- キン肉マン マッスルグランプリ2（バッファローマン、スカーフェイス）
- キン肉マン マッスルグランプリ2 特盛（バッファローマン、スカーフェイス）
- サモンナイト ツインエイジ 〜精霊たちの共鳴〜（ガーディブ）
- スーパーロボット大戦OG ORIGINAL GENERATIONS（エリート兵）
- スーパーロボット大戦OG外伝（エリート兵）
- スペクトラルジーン（ファウザー）
- BLEACH 〜ヒート・ザ・ソウル4〜（ヤミー）
- Halo 3
- Heavenly Sword 〜ヘブンリーソード〜（ローチ）
- ラチェット&クランク5 激突!ドデカ銀河のミリミリ軍団（キャプテン・クォーク）
- ラチェット&クランク FUTURE（キャプテン・クォーク）
- ロックマンゼクス アドベント（ディアバーン）

2008年
- カヌチ（2008年 - 2010年、オウバ・テオ） - 3作品
- ソニックライダーズ シューティングスターストーリー（ストーム・ザ・アルバトロス）
- ふしぎ遊戯 朱雀異聞（尾宿）
- BLAZBLUE（2008年 - 2011年、テイガー） - 3作品

2009年
- 機動戦士ガンダム戦記（ロブ・ハートレイ）
- セイクリッドブレイズ -SACRED BLAZE-（ヴィラン）
- 遊☆戯☆王ファイブディーズ タッグフォース4（ディマク）
- ラチェット&クランク FUTURE2（キャプテン・クォーク）

2010年
- ダンテズ・インフェルノ 〜神曲 地獄篇〜（ミノス王）
- Halo:Reach（エミール - S-239）
- メトロイド アザーエム（アンソニー・ヒッグス）

2011年
- SDガンダム GGENERATION（2011年 - 2012年、ロブ・ハートレイ、イワーク・ブライア、曹操ガンダム） - 3作品
- エースコンバット アサルト・ホライゾン（ダグ・"ディーレイ"・ロビンソン）
- 機動戦士ガンダム オンライン（ククルス・ドアン）
- The Elder Scrolls V: Skyrim（ウルフリック・ストームクローク）
- SOCOM 4: U.S. Navy SEALs（ディオン・ウェルズ）
- ナイツコントラクト（ハインリヒ・ホフマン）
- 遊☆戯☆王ファイブディーズ タッグフォース6（ディマク）

2012年
- GRAVITY DAZE/重力的眩暈:上層への帰還において彼女の内宇宙に生じた摂動（ユーリ、ブルボザ）
- ガールズRPG シンデレライフ（範馬勇次郎）
- 機動戦士ガンダムAGE ユニバースアクセル / コズミックドライブ（イワーク・ブライア）
- キングダム ハーツ 3D ［ドリーム ドロップ ディスタンス］（ビーグルボーイM）
- コール オブ デューティ ブラックオプス II（トミー・ブリッグス）
- 新・光神話 パルテナの鏡（マグナ）
- タイムトラベラーズ（本間春人）
- 十鬼の絆（2012年 - 2013年、天霧千岳） - 2作品
- 第2次スーパーロボット大戦OG（アルテウル・シュタインベック、ユーゼス・ゴッツォ）
- BLAZBLUE CHRONOPHANTASMA（テイガー）
- ONE PIECE ワンピーベリーマッチIC（チェスマーリモ）

2013年
- コール オブ デューティ ゴースト
- スーパーロボット大戦OGサーガ 魔装機神III PRIDE OF JUSTICE（ドーソン・バリアルス）
- スーパーロボット大戦UX（ジャック・スミス、曹操ガンダム）
- スプリンターセル ブラックリスト（アイザック・ブリッグス）
- トリコ アルティメットサバイバル（トリケラ）
- パペッティア（ムーンベアキング）
- ムシブギョー（尾上影忠）
- プレイステーション オールスター・バトルロイヤル（キャプテン・クォーク）

2014年
- 機動戦士ガンダム エクストリームバーサス（2014年 - 2016年、ククルス・ドアン、イワーク・ブライア） - 3作品
- ケイオスリングスIII プリクエル・トリロジー（エイリーク）
- コアマスターズ（ウチャカカ）
- ジェイスターズ ビクトリーバーサス（謎の声）
- SOUL SACRIFICE DELTA（ガラハッド）
- 大乱闘スマッシュブラザーズ for Nintendo 3DS / Wii U（マグナ）
- 幕末Rock（お登勢）

2015年
- オルタンシア・サーガ -蒼の騎士団-（ルギス・F・カメリア）
- クイズRPG 魔法使いと黒猫のウィズ（ダンケル・アダムス/クロム・マグナおじさん）
- ジョジョの奇妙な冒険 アイズオブヘブン（サンタナ）
- ファークライ4（ロンギヌス）
- ランページ ランド ランカーズ（ハンニバル・バルカ）
- うたわれるもの 偽りの仮面（ヴライ）

2016年
- バイオハザード0 HDリマスター（エドワード・デューイ）
- 龍が如く 極（寺田行雄）
- スターオーシャン5 -Integrity and Faithlessness-（ディーン、エイタロン首領）
- オーバーウォッチ（ラインハルト）
- ドラゴンクエストヒーローズII 双子の王と予言の終わり（ダラル王）
- ラチェット&クランク THE GAME（キャプテン・クォーク）
- うたわれるもの 二人の白皇（ヴライ）
- ドラゴンボール ゼノバース2（タイムパトローラー）
- ファイナルファンタジーXV（ウェッジ）
- League of Legends（サイオン、ヴェル＝コズ）

2017年
- GRAVITY DAZE 2/重力的眩暈完結編:上層への帰還の果て、彼女の内宇宙に収斂した選択（ユーリ、ブルボザ）
- フォーオナー（守護鬼）
- スーパードラゴンボールヒーローズ（トッポ）
- ダンジョンに出会いを求めるのは間違っているだろうか 〜メモリア・フレーゼ〜（ガレス・ランドロック）
- ガンダムバーサス（ククルス・ドアン）
- レイトン ミステリージャーニー カトリーエイルと大富豪の陰謀（ザック・ライエル）
- 龍が如く 極2（寺田行雄）

2018年
- A3!（ザフラ国王）
- Marvel's SPIDER-MAN（ロニー・リンカーン / トゥームストーン）
- うたわれるもの斬 / 2（2018年 - 2021年、ヴライ） - 2作品
- ブレイドスマッシュ（鎧羅）
- ワールド オブ ファイナルファンタジー マキシマ（暗黒の不滅龍）
- スターオーシャン:アナムネシス（ディラン）

2019年
- スーパードラゴンボールヒーローズ ワールドミッション（トッポ）
- 東京放課後サモナーズ（ヘパイストス&タロス）
- 共闘ことばRPG コトダマン（2019年 - 2022年、オークディザスター、牛山辰馬）
- とある魔術の禁書目録 幻想収束（上条刀夜）
- ダンジョンに出会いを求めるのは間違っているだろうか インフィニト・コンバーテ（ガレス・ランドロック）
- スターリンク バトル・フォー・アトラス （ハンター・ハッカ）
- エースコンバット7 スカイズ・アンノウン（AWACS「ロングキャスター」）
- ONE PIECE トレジャークルーズ（ジャック）
- ガンダムネットワーク大戦（ククルス・ドアン）

2020年
- グランブルーファンタジー（2020年 - 2023年、デアン・クラック）
- ONE PIECE 海賊無双4（ジャック）
- 北斗の拳 LEGENDS ReVIVE（2020年 - 2023年、ソリア）
- ジョジョのピタパタポップ（サンタナ）
- 機動戦士ガンダム エクストリームバーサス2（2020年 - 2025年、ククルス・ドアン） - 4作品
- 聖闘士星矢 ライジングコスモ（大熊星座・檄）
- ライブ・ア・ヒーロー!（ディグラム、ギアンサル）
- エンゲージソウルズ（ザンカン）

2021年
- テイルズ オブ ザ レイズ（フォレスト）
- Re:ゼロから始める異世界生活 偽りの王選候補（リカード・ウェルキン）
- CARAVAN STORIES（ゲインズ）
- 戦国無双5（今川義元）
- 戦場のフーガ（シュヴァイン・ハクス）
- 機動戦士ガンダム U.C. ENGAGE（フラナガン・ブーン）

2022年
- Fate/Grand Order（2022年 - 2025年、源為朝）
- タクティクスオウガ リボーン（ザパン・イリューダス）
- モノクロームメビウス 刻ノ代贖（ヴライ）

2023年
- 機動戦士ガンダム アーセナルベース（イワーク・ブライア）
- ダンジョンに出会いを求めるのは間違っているだろうか バトル・クロニクル（ガレス・ランドロック）

2024年
- ミストニアの翅望 -The Lost Delight-（エドマンド＝バーンスタイン）
- ドラゴンボール Sparking! ZERO（トッポ）

2025年
- 真・三國無双 ORIGINS（董卓）
- BLEACH Rebirth of Souls（ヤミー・リヤルゴ）

### ドラマCD
- あそびにいくヨ!（河崎貴雄、マットレイ）
- おジャ魔女CDくらぶ その3 おジャ魔女ハッピッピドラマシアター（藤原明〈はづきのパパ〉）
- かげきしょうじょ!! Blu-ray 第4巻スピンオフドラマ「99期生の卒業式」（リサの父）
- それいけ!ズッコケ三人組 〜ズッコケ海底大陸の秘密〜（藤本剛〈藤本父〉）
- 十鬼の絆 シリーズ（千岳）
  - 十鬼の絆 ドラマCD 〜大原女騒動〜[134]
  - 十鬼の絆 ドラマCD 〜伝説の果実〜[135]
  - 十鬼の絆 花結綴り ドラマCD 男達の親睦会 〜鬼鍋を囲んで〜[136]
- 初恋限定。（財津操）
- PEACE MAKER鐵 シリーズ（原田左之助）
- リストランテ・パラディーゾ Drama CD Vol.1（ロレンツォ）
- 警視庁 特務部 特殊凶悪犯対策室 第七課 -トクナナ-「ドラマCD七課イン・ザ・パーティvol.1」[137]（遠藤六輔）

### BLCD
- 獣たちの…妄執。（レオ）
- 恋が始まるケモノ耳（岩崎将）
- 歯科医は愛を試される（花崎裕一郎）

### 吹き替え

#### 担当俳優
アイス・キューブ
- ライド・アロング〜相棒見習い〜（ジェームズ・ペイトン）
  - ブラザー・ミッション -ライド・アロング2-

- 悪党にもラブソングを!（デュレル・ワシントン）

アドウェール・アキノエ＝アグバエ
- OZ/オズ（サイモン・アデビシ）
- ザ・ユニオン（フランク・プレイファー）
- ファースター 怒りの銃弾（福音伝道師）
- 遊星からの物体X ファーストコンタクト（デレク・ジェイムソン）

イドリス・エルバ
- オブセッション 歪んだ愛の果て（デレク・チャールズ）
- 消されたスキャンダル（マックス）
- 28週後...（ストーン准将）
- リーピング（ベン）

ヴィング・レイムス
- エネミー・オブ・USA（デイヴ・グラント）
- デス・レース2（R・H・ウェイランド）
- デス・レース3 インフェルノ（R・H・ウェイランド）
- デンジャー・コール（リチャード）

クレイグ・ロビンソン
- ウェディング・テーブル（ジェリー）
- 恋するポルノ・グラフィティ（ディレーニー）
- D-WARS ディー・ウォーズ（ブルース）
- マイ・ストーリー（本人）

ケヴィン・デュランド
- ウルヴァリン:X-MEN ZERO（フレッド・デュークス / ブロブ）
- ミステリー、アラスカ（“ツリー”・レイン）
- ロビン・フッド（リトル・ジョン）

ジャイモン・フンスー
- AIR/エアー（カートライト）
- キングスマン:ファースト・エージェント（ショーラ）
- クワイエット・プレイス 破られた沈黙（謎の生存者）
- パーフェクト・スナイパー（カーティ・チャーチ）
- PUSH 光と闇の能力者（ヘンリー・カーバー）
- ブラッド・ダイヤモンド（ソロモン・バンディー）
- マーベル・シネマティック・ユニバース（コラス）
  - ガーディアンズ・オブ・ギャラクシー
  - キャプテン・マーベル
  - ホワット・イフ...?

スティーヴ・ハリス
- ザ・プラクティス ボストン弁護士ファイル（ユージーン・ヤング）
- トワイライトゾーン1 #3 「巻き戻し」（ニール・ハリソン）
- ハリーズ・ロー 裏通り法律事務所（ジェフリー・ロリンズ）
- マイノリティ・リポート（ジャッド）

テリー・クルーズ
- がんばれ!ベンチウォーマーズ（スティーヴン）
- GAMER（ハックマン）
- ゲット スマート（エージェント91）※テレビ朝日版
- フェイク シティ ある男のルール（テレンス・ワシントン）

タイラー・ペリー
- タイラー・ペリー マデアのホームカミング（マデア / ジョー）
- タイラー・ペリー マデアのリゾート婚（マデア / ジョー / ブライアン）
- バーニング・クロス（アレックス・クロス）

ピーター・メンサー
- 300 〈スリーハンドレッド〉（ペルシャの使者）
- スパルタカス（ドクトーレ）
- スパルタカス ゴッド・オブ・アリーナ（オマエノウス）

ブライアン・タイリー・ヘンリー
- スパイダーマン:スパイダーバース（ジェファーソン・デイヴィス）
  - スパイダーマン:アクロス・ザ・スパイダーバース

- ロスト・マネー 偽りの報酬（ジャマール・マニング）

リチャード・T・ジョーンズ
- イベント・ホライゾン（クーパー）
- GODZILLA ゴジラ（ラッセル・ハンプトン大佐）
- ターミネーター:サラ・コナー クロニクルズ（ジェームズ・エリソン）
- HAWAII FIVE-0（サム・デニング）

ロジャー・クロス
- アルマゲドン2009（大統領）
- バリスティック（ゼーン）※テレビ朝日版
- FRINGE/フリンジ（スミス）

#### 映画
- アーサーとミニモイの不思議な国（ダルコス〈ジェイソン・ベイトマン〉）
- アーサーとふたつの世界の決戦（ダルコス〈シムハ・バルビロ〉）
- アイス・ストーム（フィリップ・エドワーズ）
- アイ・スパイ（タッカー将軍〈ガス・リンチ〉、レフェリー、エージェント、場内アナウンス）
- アイ,ロボット（刑事、USR解体ロボットシリーズ94）※フジテレビ版
- アクア・ブルー（ヘクター）
- アクシデンタル・スパイ（フィリップ・アシュリー）※ソフト版
- 悪霊喰
- アサシネーション・ネーション（タレル〈コールマン・ドミンゴ〉）
- アス（ゲイブ・ウィルソン / アブラハム〈ウィンストン・デューク〉）
- アドレナリン（オーランド）
- あの頃ペニー・レインと
- アバター
- アパルーサの決闘（クライド・ストリンガー〈レックス・リン〉）
- アフターパーティー（レオン〈アミン・ジョセフ〉）
- アポカリプト（ブランテッド）
- あるスキャンダルの覚え書き（ビル・ルーマー）
- アルティメット（タリク）
- アルティメット2 マッスル・ネバー・ダイ（モルコ〈MCジャン・ギャブ'1〉）
- アルナーチャラム 踊るスーパースター（ヴァスヴァナーダン〈ラグヴァラン〉）
- アルビノ・アリゲーター（マーヴ・ローズ捜査官〈フランキー・フェイソン〉）
- アルマゲドン（ジャイティス・カーリーン / ベアー〈マイケル・クラーク・ダンカン〉）※ソフト版
- アンドロイドコップ（ハモンド〈マイケル・ジェイ・ホワイト〉）
- インターセプター（ブリッグス）※テレビ東京版
- インディ・ジョーンズ/クリスタル・スカルの王国
- インデペンデンス・デイ（SETI技術者2〈トム・バリー〉）※テレビ朝日版
- インデペンデンス・デイ: リサージェンス（ディケンベ・ウンブトゥ〈デオビア・オパレイ〉）
- IN DREAMS/殺意の森（ロスコ看護師）※DVD版
- インビクタス/負けざる者たち（リンガ・ムーンサミ）
- インビジブル ※テレビ朝日版
- インフェルノ（クリストフ・ブシャール〈オマール・シー〉[144]）
- 陰謀のセオリー ※テレビ朝日版
- ウォークラフト（オーグリム〈ロバート・カジンスキー〉）
- エアフォース（ジョン・マローン）
- エクスペンダブルズ2（トール・ロード〈ランディ・クートゥア〉）
- エクスポーズ 暗闇の迷宮（ジョナサン・"ブラック"・ジョーンズ〈ビッグ・ダディ・ケイン〉）
- X-ファイル:真実を求めて（ドラミー捜査官〈イグジビット〉）※ソフト版
- X-メン（セイバートゥース〈タイラー・メイン〉）※テレビ朝日版
- X-MEN:ファイナル ディシジョン（ケイン・マルコ / ジャガー・ノート〈ヴィニー・ジョーンズ〉）※テレビ朝日版
- エディ&マーティンの逃走人生（レオン〈ヘヴィ・D〉、スリム）
- エネミー・オブ・アメリカ（クルーグ〈ジェイク・ビジー〉）※ソフト版
- エネミー・ライン（グレン・ロッドウェイ大尉〈チャールズ・マリック・ホイットフィールド〉[145]）※フジテレビ版
- エンダーのゲーム（ダップ軍曹〈ノンソー・アノジー〉）
- オペレーション・ナポレオン ナチスの陰謀（エイナー〈オラフル・ダッリ・オラフソン〉[146]）
- 監獄島（ジャック・コンラッド〈ストーン・コールド・スティーブ・オースチン〉）
- カンザス・シティ（“ブルー”グリーン）
- がんばれ!ベンチウォーマーズ（ベローズ監督〈デニス・デューガン〉）
- キャビン・フィーバー2（トビー〈ジュダ・フリードランダー〉）
- キャプテン・フィリップス（ジミー・サブガ）
- クラーケンフィールド/HAKAISHIN（レイ・ライター〈チャーリー・オコンネル〉）
- グリーン・ドラゴン（アディ〈フォレスト・ウィテカー〉）
- グリーン・ホーネット（チリ〈チャド・コールマン〉）
- グリズリー・パーク（ブッチ・レイサム）
- クリティカル・リポート（マイケル・パワー）
- 黒い司法 0%からの奇跡（アンソニー・レイ・ヒントン〈オシェア・ジャクソン・Jr〉）
- クロコダイル・ダンディー2（ドンク）※テレビ朝日版
- ゲス・フー/招かれざる恋人（フレッド、マーカス）
- ゴースト・イン・ザ・シェル（大統領〈クリス・オビ〉）
- 恋におぼれて
- 交渉人（パラーモ〈マイケル・カドリッツ〉）※ソフト版
- GODZILLA（米軍兵士、作業員）※劇場公開版
- ゴッド・アンド・モンスター（ドワイト）
- コピーキャット（トム）※テレビ東京版
- ゴンゾ宇宙に帰る（ボーボー）
- コンフィデンス（ハーリン〈タイニー・リスター・Jr.〉）
- サウスポー（ジョーダン・メインズ〈50セント〉）
- サハラに舞う羽根（ヴィカー〈クリス・マーシャル〉）※ソフト版
- ザ・プロテクター（ビリー・ポーネル）
- ザ・マペッツ（スウィータム、デッドリー）
- ザ・メキシカン（リロイ〈シャーマン・オーガスタス〉）※ソフト版
- ザ・ロック（コックス）※日本テレビ版
- 斬撃-ZANGEKI-（タガート〈タノアイ・リード〉）
- G.I.ジョー バック2リベンジ（ストゥープ）
- シェアハウス・ウィズ・ヴァンパイア（ヴラド〈ジェマイン・クレメント〉）
- 60セカンズ（ドニー〈シャイ・マクブライド〉）※日本テレビ版
- 死の谷間（ジョン・ルーミス〈キウェテル・イジョフォー〉）
- ジャンパー（アンジェロ） ※テレビ朝日版
- ジャンプ・イン!（MC）
- 守護神（カール・ビリングス〈オマリ・ハードウィック〉）
- ジョニー・イングリッシュ ※劇場公開版
- ジョン・カーター（ゾダンガ兵）
- シンデレラ（キャプテン〈ノンソー・アノジー〉[147]）
- スーパーマン（ウルトラマン[148]）
- スカーフェイス（ニック）※ソフト版
- スカイライン -征服-（オリヴァー〈デイヴィッド・ザヤス〉）
- スコーピオン・キング3（マサイアス〈ビクター・ウェブスター〉）
- スコーピオン・キング4（マサイアス〈ビクター・ウェブスター〉）
- スティング（ヴィンス・コームズ、カーリー・ジャクソン、クレメンス）※ソフト版
- ストライキング・レンジ（ジョン〈トム・ライト〉）
- スパイダーマン（教師）
- スピード2（不動産屋）※ソフト版
- スペース カウボーイ（ロジャー・ハインズ〈コートニー・B・ヴァンス〉）※日本テレビ版
- スマーフ（マッチョスマーフ）
- スマーフ2 アイドル救出大作戦!（ヘフティスマーフ）
- スモーキング・ハイ（デール・デントン〈セス・ローゲン〉）
- スモール・ソルジャーズ（ブリック・バズーカ）※DVD版
- スリー・キングス ※フジテレビ版
- S.W.A.T. アンダーシージ（スコーピオン〈マイケル・ジェイ・ホワイト〉）
- 絶体×絶命（デリック・ウィルソン）※ソフト版
- ソウ2（ザビエル〈フランキー・G〉）
- ダーク・スティール（ダリル・オーチャード、マニアック〈マスター・P〉）
- ダークナイト ライジング（軍司令官）
- ダーティ・コップ（ブラックス〈ウッド・ハリス〉）
- ターミナル・ベロシティ ※テレビ朝日版
- ターミネーター（路地裏の警官、電話の男、警察署受付）※DVD・BD版
- ターミネーター2018（ドンゴロ）
- ダイヤモンド・イン・パラダイス（ジャン・ピエール）※テレビ東京版
- TAXi②（アラン〈エドゥアルド・モントート〉）※フジテレビ版
- 堕天使のパスポート（オクウェ〈キウェテル・イジョフォー〉）
- ダブルヘッド・ジョーズ（フランクリン・バビッシュ〈チャーリー・オコンネル〉）
- ダンシング・ハバナ（ダンスの講師〈パトリック・スウェイジ〉）
- ダンボ（ミス・アトランティス〈シャロン・ルーニー〉）
- チアーズ!（スパーキー・ポラストリ）
- チェリー2000
- 地下に潜む怪人（ベンジー〈エドウィン・ホッジ〉）
- ディープ・コア2010（ブーマー〈エリク・ラ・サル〉）
- ディープ・ブルー ※日本テレビ版
- ディス・イズ・ジ・エンド 俺たちハリウッドスターの最凶最期の日（セス・ローゲン）
- デッドプール2（ジャガーノート[149]）
- デッド・レイン（アーモン・モリス）
- トータル・フィアーズ（ルディ）※ソフト版
- トータル・リコール（工場長）
- 闘魂先生 Mr.ネバーギブアップ（ニコ〈バス・ルッテン〉）
- ドクター・ドリトル（ブタ〈ハミルトン・キャンプ〉、ハマースミス診療所の患者〈プルイット・テイラー・ヴィンス〉、ワニ）※日本テレビ版
- 特攻!BAD BOYS（坂本太郎〈マーク・チェン〉）
- 特攻野郎Aチーム THE MOVIE（B・A・バラカス軍曹〈クイントン・ジャクソン〉[150]）
- 隣のヒットマンズ 全弾発射（イェルモ〈サイラス・ウィアー・ミッチェル〉）
- ドラキュリア（マーカス〈オマー・エップス〉）
- ドラゴンハート ※日本テレビ版
- トラフィック（ジュアン・オブレゴン〈ベンジャミン・ブラット〉）
- ドラムライン（リー監督〈オーランド・ジョーンズ〉）
- トランスフォーマーシリーズ
  - トランスフォーマー/リベンジ（ジェットファイア）
  - トランスフォーマー/ダークサイド・ムーン（ハードコア・エディ〈レスター・スペート〉）
  - トランスフォーマー/最後の騎士王（オンスロート）
- トランスポーター2（マックス〈シャノン・ブリッグス〉[151]）※テレビ朝日版
- ナイトメア ミュージアム（ダグラス大佐〈クリーヴァント・デリックス〉）
- ナチョ・リブレ 覆面の神様（ラムセス〈シルバー・キング〉）
- 26世紀青年（国防長官）
- ニュートン・ボーイズ（アーサー・アダムス）
- 人間消失 ファイナル・ウォー（ブルース・バーンズ〈アーノルド・ピノック〉）
- ネットフォース（ガニー・タルミッジ軍曹）※ソフト版
- ノーカントリー（カーソン・ウェルズ〈ウディ・ハレルソン〉）
- ノックアラウンド・ガイズ（テイラー・リース〈ヴィン・ディーゼル〉）
- バイオハザードII アポカリプス（ペイトン・ウェルズ〈ラズ・アドティ〉）※ソフト版、（中尉〈ジム・コドリントン〉）※フジテレビ版
- パズル（カパ）
- パッチ・アダムス トゥルー・ストーリー（ジャック・ウォルトン）
- BATSII 蝙蝠地獄（マルティネス中佐）
- ハッピー・エンディング（ハビエル〈ボビー・カナヴェイル〉）
- ハッピー・ブロンド（ブラッド・ウィルソン）
- パディントン（グラント〈ケイヴァン・ノヴァク〉）
- バトル・オブ・バルジ（ドーソン〈トム・ステッドハム〉）
- バトルシップ（ミック・キャナルズ〈グレゴリー・T・ガトソン〉）
- バニシングスピード（マイケル・サンガー〈ビリー・ゼイン〉）
- パニック・イン・ザ・ダーク（スキップ）
- パニッシャー（マイク・トロ〈エドゥアルド・ヤネス〉）
- ハロウィン レザレクション（フレディ・ハリス〈バスタ・ライムス〉）
- ハングオーバー! 消えた花ムコと史上最悪の二日酔い（レオナルド）
- ハンコック（囚人〈マトリックス・フィトン〉）
- ビギニング・オブ・ジ・エンド（マイケル〈デクスター・フレッチャー〉）
- ビッグムービー（マルチネス）
- ヒップホップ・プレジデント（バーナード・クーパー〈キース・デイヴィッド〉）
- ピンクの豹（サルード）※テレビ東京版
- ファイアーストーム（ムーディ）
- ファイティング・ファミリー（ビッグ・ショー〈ポール・ワイト〉）
- 夫婦の楽園?!エデンへようこそ（シェーン〈フェイゾン・ラヴ〉）※Netflix版
- フェイス（スティーヴィ）
- フェイス・イン・ラブ（レジー・バプティステ〈Qティップ〉）
- フェイス/オフ（デュボフ〈クリス・バウアー〉）※ソフト版
- 武道実務官（ギジュン）
- ブラックホーク・ダウン（マイク・クース特技兵）※ソフト版
- ブラッド・シンプル（モーリス）
- ブラッド・ワーク ※ソフト版
- フリーウェイ（マイク・ブレア刑事）
- フリークス・シティ（ケラー先生〈キーガン＝マイケル・キー〉）
- ブロークン・アロー（ケリー）※日本テレビ版
- フローレス（ヴァンス）
- プロフェシー ※ソフト版
- ヘイト・ユー・ギブ（カルロス〈コモン〉）
- BELLY 血の銃弾（トミー〈DMX〉）
- HELL ヘル（囚人451〈ローレンス・テイラー〉）
- ヘルライド（ビリー・ウィングス〈ヴィニー・ジョーンズ〉）
- ホーム・アローン3（警官〈ニール・フリン〉）※ソフト版、（徴兵センターの士官）※フジテレビ版
- ボイス（編集長）※ソフト版
- 暴走特急（ウィリアムズ大佐）※テレビ朝日版
- 星の王子 ニューヨークへ行く2（リーム〈トレイシー・モーガン〉[152]）
- ポストマン（ウッディ）※ソフト版
- ホスピタル・アンダー・シージ
- ポセイドン（ブラッドフォード船長〈アンドレ・ブラウアー〉）
- ホテル・スプレンディッド（セルゲイ）
- ボビー（エドワード〈ローレンス・フィッシュバーン〉）
- ボルケーノ（ゲイター・ハリス〈マイケル・リスポリ〉[153]）※テレビ朝日版
- ホワイト・インフェルノ2（サヴィツキ）
- マーキュリーマン（ウサマ・アリ）
- マーベル・シネマティック・ユニバース
  - インクレディブル・ハルク（ハルク）
  - キャプテン・アメリカ/ザ・ファースト・アベンジャー（ゲイブ・ジョーンズ〈デレク・ルーク〉）
  - キャプテン・アメリカ/ウィンター・ソルジャー（スカダー〈スティーヴン・カルプ〉）
  - アベンジャーズ/エイジ・オブ・ウルトロン（トラックの兵1）
  - アントマン（ピーチ—〈ロバート・クレイトン〉）
  - シビル・ウォー/キャプテン・アメリカ
  - キャプテン・アメリカ:ブレイブ・ニュー・ワールド（補佐官A[154]）
- マイアミ・ガイズ -俺たちはギャングだ-（ホルヘ〈マイク・モロフ〉）
- マイ スウィート ガイズ（ルディ）
- マイ・ベイビーズ・ダディ（ノーグッド〈メソッド・マン〉）
- マキシマム・リスク ※テレビ朝日版
- マダム・ウェブ（オニール〈マイク・エップス〉[155]）
- マッドバウンド 哀しき友情（ハプ・ジャクソン〈ロブ・モーガン〉）
- マペットのホーンテッドマンション（スウィータム、デッドリー）
- マペットの夢みるハリウッド（スウィータム、リュー・ロード〈オーソン・ウェルズ〉）※Disney+版
- ミート・ザ・ジェンキンズ（クライド〈セドリック・ジ・エンターテイナー〉）
- ミート・ザ・ペアレンツ（薬局の店員〈ジュダ・フリードランダー〉）
- Mr.ブルックス 完璧なる殺人鬼（スミス〈デイン・クック〉）
- ミッシング（レイ・タワー米海軍大将〈チャールズ・シオフィ〉）※ソフト版
- ミリオネア（ジレット）
- メッセンジャー（トニー・ストーン大尉〈ウディ・ハレルソン〉）
- モンタージュ/証拠死体（マイク〈マイケル・ビーチ〉）
- 山猫は眠らない2 狙撃手の掟（ジェイク・コール〈ボキーム・ウッドバイン〉）※ソフト版
- ゆかいなブレディー家/トラブルinハワイ（ジョニー）
- ユニバーサル・ソルジャーIII（アンディ）
- ユニバーサル・ソルジャー/ザ・リターン（技術者）
- ラストサマー（保安官）※ソフト版
- ラッシュ/プライドと友情（クレイ・レガッツォーニ〈ピエルフランチェスコ・ファヴィーノ〉）
- ラットレース（ブレイン・コディ〈ヴィンス・ヴィーラフ〉）
- ラ・ワン（ラ・ワン〈アルジュン・ラームパール〉）
- ランズエンド -闇の孤島-（ロバート〈マーク・ストロング〉）
- ランド・オブ・ザ・デッド（ピルズベリー）
- ランペイジ 巨獣大乱闘（ブレイク大佐〈デミトリアス・グロッセ〉[156]）
- リクルート
- リズム・セクション（マーク・セラ〈スターリング・K・ブラウン〉[157]）
- レクイエム・フォー・ドリーム（タイロン・ラヴ〈マーロン・ウェイアンズ〉）
- レディ・プレイヤー1（ゴロー[158]）
- レプリカント（エージェント3）※ソフト版
- ロール・バウンス（ジュニア〈ブランドン・T・ジャクソン〉）
- ローン・レンジャー（レッド・ニー〈ギル・バーミンガム〉）
- ロンゲスト・ヤード（スウィトウスキ〈ボブ・サップ〉）
- ワイアット・アープ ※テレビ東京版
- ワイルドシングス（ジミー・リーチ）※ソフト版
- ワイルド・スピードX2（ローマン・ピアース〈タイリース・ギブソン〉）※テレビ朝日版
- ワイルド・スピード/スーパーコンボ（ローブ〈ロブ・ディレイニー〉[159]）

#### ドラマ
- アリー my Love
- ALPHAS/アルファズ（ビル・ハーケン〈マリク・ヨバ〉）
- アンフォゲッタブル 完全記憶捜査 シーズン1 #12（ウィリアム・“バッド”・スペンス〈ニック・サンドウ〉）
- ER緊急救命室
  - シーズン2 #7（パイロット〈リチャード・ピックレン〉）
  - シーズン3 #4（警備員〈ジェリー・デル・ソル〉）、（ロックハート〈マーク・モレッティーニ〉）
  - シーズン4 #8（警備員〈クリストファー・マイケル〉）、#9（シュライク〈ラモント・ジョンソン〉）、#19（レンブロー〈バディア・ジョーラ〉）
  - シーズン5 #3（クラーク〈ディーン・ノリス〉）
  - シーズン7 #5（プレイヤー〈ラドマル・アガナ・ジャオ〉）
  - シーズン8・9（リック〈ジョン・C・マクドネル〉）
  - シーズン12 #7（ダレル・インスレイ〈ロッド・テイト〉）
- イ・サン（パク・チェガ〈チョン・ジェゴン〉）
- ヴェロニカ・マーズ（アーロン・エコールス〈ハリー・ハムリン〉）
- NCIS: ニューオーリンズ
  - シーズン1 #19（マイケル・ドーソン海軍大佐〈フィリップ・アンソニー＝ロドリゲス〉）
  - シーズン2 #20（ハンソン）
  - シーズン3 #6（ジョリー曹長）
- F.B.EYE!! 相棒犬リーと女性捜査官スーの感動!事件簿（ボビー・マニング〈リック・ピータース〉）
- 救命医ハンク2 セレブ診療ファイル（ジョン・タナー）
- glee/グリー（トレイシー）
- クリミナル・マインド FBI行動分析課
  - シーズン4（ライマン）
  - シーズン6（ケイマン・スコット）
  - シーズン7（ロング）
  - シーズン10 #12（ハリソン・スコット）
  - シーズン12（スティーヴン・ウォーカー〈デイモン・ガプトン〉）
- クリミナル・マインド 特命捜査班レッドセル（サンダーソン刑事）
- グレイズ・アナトミー6（トム・ケイン）
- ゲーム・オブ・スローンズ（スター、アリオ・ホター〈デオビア・オパレイ〉、エイリス・ターガリエン、ロバート・グローヴァー）
- 個人の趣向（ノ・サンジュン〈チョン・ソンファ〉）
- GOTHAM/ゴッサム
- ザ・シークレット・エージェント（デイヴィス）
- 三国志 Three Kingdoms（司馬昭、張達、偽の秦朗）
- CSI:マイアミ
  - シーズン8（ウォルター・シモンズ〈オマー・ベンソン・ミラー〉）
  - シーズン9
  - シーズン10 ザ・ファイナル
- シグナル/時空を超えた捜査線（サッチ・レイナ〈メキ・ファイファー〉）
- SHERLOCK（シャーロック）（セバスチャン）
- シャイニング（ハウイー〈サム・ライミ〉、ミッチ）※ソフト版
- 主任警部アラン・バンクス（バリー・クラフ）
- 女王ヴィクトリア 愛に生きる（2017年、バレット）
- 紳士の品格（イム・テサン〈キム・スロ〉）
- 新チャーリーズ・エンジェル（デュモント）
- SUITS/スーツ シーズン3 #15（ジェームズ・クエリング〈デイモン・ガプトン〉）
- スーパーナチュラル シーズン9 #22（タイラス〈ケヴィン・オグレディ〉）
- スイート・トゥース:鹿の角を持つ少年（シェパード〈ノンソー・アノジー〉）
- SCORPION/スコーピオン
  - シーズン2 #3（テン・トン〈レスター・スパイト〉）
  - シーズン3 #23 （消防署 署長〈トニー・フォルスマーク〉）
  - シーズン3 #23-#25（プライベートジェット機長 スコッティ〈ロックモンド・ダンバー〉）
- スピン・シティ（迷惑記者のフィル・ホックラー）
- スタートレック:ディスカバリー シーズン1 #1・2（トゥクヴマ〈クリス・オビ〉）
- 孫子兵法
- ダーク・マテリアルズ/黄金の羅針盤（イオレク・バーニソン）
- 太王四神記（チュムチ〈パク・ソンウン〉）
- TOUCH/タッチ（ラリー）
- チャームド 〜魔女3姉妹〜 シーズン7（ドレイク〈ビリー・ゼイン〉）
- デイナの恐竜図鑑 シーズン1[160]
- ディフェンダーズ 闘う弁護士
- ドールハウス Dollhouse シーズン2 #7（メリック保安官代理）
- ハーパーズ・アイランド 惨劇の島（ハリソン捜査官）
- バトル・クリーク 格差警察署（アーロン・ファンクハウザー〈エドワード・“グレープヴァイン”・フォーダム・Jr〉）
- パパにはヒ・ミ・ツ シーズン1 #4（ジャクソン巡査）
- パワーレンジャー・ターボ（ゴールドゴイル、ノル・クイスト司令官）
- パワーレンジャー・イン・スペース（フライトウィング、ノル・クイスト司令官）
- HAWAII FIVE-0 シーズン1 #17（タイラー〈ニック・ラシェイ〉）
- ふたりは最高!ダーマ&グレッグ シーズン5 #22（ピエロのロドニー）
- ブラックホール（ルスラン）
- ブラックライトニング（ジェファーソン・ピアース / ブラックライトニング〈クレス・ウィリアムズ〉）
- THE BLACKLIST/ブラックリスト
  - シーズン2 #11（ルスラン・デニソフ〈ファラン・タヒール〉）
  - シーズン4 #10（イニコ〈マイケル・ポッツ〉）
- フラッシュフォワード
- 弁護士イーライのふしぎな日常（ジェイソン・ターク）
- ボードウォーク・エンパイア2 欲望の街
- Marvel デアデビル（ウィルソン・フィスク / キングピン〈ヴィンセント・ドノフリオ〉）
- Marvel ルーク・ケイジ（ウィリス・“ダイアモンドバック”・ストライカー〈エリック・ラレー・ハーベイ〉）
- MACGYVER/マクガイバー シーズン3 #17（警察署長）
- 魔術師 MERLIN（マイロア〈エイドリアン・レスター〉）
- ミディアム6 霊能者アリソン・デュボア（フレッド・ロヴィック）
- メンタリスト
  - シーズン2 #18（マーカム・ウィルズ〈ギル・バーミンガム〉）
  - シーズン6 #7〜ファイナル・シーズン最終話 （デニス・アボット〈ロックモンド・ダンバー〉）
- ラスベガス（コールマン・リッグズ）
- 蘭陵王（迂遅迥）
- レジデント・エイリアン 〜宇宙からの訪問者〜（マイク〈コリー・レイノルズ〉[161]）
- レジデント 型破りな天才研修医（AJ・オースティン）
- ロック、ストック&スパゲッティ・ソース（マースバル、ハインリッヒ〈アンドリアス・ウイスニウスキー〉）
- ロマンスが必要2（シン・ジフン〈キム・ジソク〉）
- 私はラブ・リーガル（アーロン）
- ONE PIECE（2023年、くいなの父）

#### アニメ
- アイアン・ジャイアント
- あの夏のルカ（マッシモ[162]）
- アングリーバード（ボム）
  - アングリーバード2[163]
- イカボードとトード氏
- オープン・シーズン3 森の仲間とゆかいなサーカス（ダグ）
- おさるのジョージ（レンキンス〈代役〉、ボブ）
- カーズトゥーン メーターの世界つくり話（ウィンゴ）
- キング・オブ・ザ・ヒル（ビル・ドートリーブ）
- クラスメイトはモンキー（ウィンザー）
- サウスパーク（ランディ・マーシュ、スチュアート、トークン・ブラック、バーブラディ巡査、ネッド、チョクソンディック 他）
- ザ・ペンギンズ from マダガスカル（ラジコンの持ち主、局員X）
- シャーク・テイル
- シャドウレイダース（氷の惑星の王、キング・クライオス）
- ジャスティス・リーグ（レックス・ルーサー、スポーツマン）
- ジャングル大騒動 -南極からのSOS-（ミゲル）
- シュレック フォーエバー（スイーツ）
- スーパーマン（レックス・ルーサー、ボーマン刑事〈初代〉）
- スター・ウォーズ/クローン・ウォーズ (テレビアニメ)（サシー・ティン、ボス・リオニー）
- スター・ウォーズ クローン大戦（サシー・ティン）
- スター・ウォーズ：テイルズ・オブ・ジェダイ（ドゥークー伯爵）
- スパイダーマン（モニター）
- スパイダーマン&アメイジング・フレンズ（ブルース・バナー / ハルク）
- ソーセージ・パーティー（ビデ男）
- ターボ（ホワイトシャドー、インディ500レース主催者CEO）
- 超人ハルク（ブルース・バナー / ハルク）
- 超ロボット生命体 トランスフォーマー プライム（ウィリアム・ファウラー[164]、シエル、ダイ、オズ、シャドウダイ）
- 天才犬ピーボ博士のタイムトラベル
- トムとジェリー スパイ・クエスト（ジンの部下、司令官）
- トランスフォーマー:ウォー・フォー・サイバトロン・トリロジー（ジェットファイヤー[165]）
- 長ぐつをはいたネコ（ジュゼッペ）
- 長ぐつをはいたネコと9つの命（獣医[166]）
- バットマン:ブレイブ&ボールド（カフカ将軍 / シュラプネル）
- ビー・ムービー（ケン）
- ビリー&マンディ（雪男）
- ファインディング・ニモ（ブロート〈ブラッド・ギャレット〉）
- ファインディング・ドリー（ブロート）
- ペッパピッグ（ダディピッグ）※きんだーてれび版
- ヘラクレス（ライストリゴネス）
- マウス・タウン ロディとリタの大冒険（コリン）
- ミッフィーのぼうけん（2016年 - 2017年、お父さん）
- モンスターVSエイリアン（ミッシング・リンク）
- ラチェット&クランク THE MOVIE（キャプテン・クォーク[167]）
- リトルロボット（スポーティ）
- ルビー・グルーム（ホワイト1）
- LEGO® バットマン:ザ・ムービー 〈ヒーロー大集合〉（レックス・ルーサー）
- LEGO スーパー・ヒーローズ:ジャスティス・リーグ〈悪の軍団誕生〉（レックス・ルーサー）
- LEGO スーパー・ヒーローズ:ジャスティス・リーグ〈ゴッサム大脱出〉（デスストローク）
- レゴニンジャゴー ザ・ムービー
- レゴ ニンジャゴー 〜スピン術バトルの使い手〜（コズ将軍、シーズン2のみ）
- ザ・カップヘッド・ショウ!（クロークス）

### ナレーション
- WWE Smackdown!
- 機動戦士ガンダム ギレンの野望 テレビCM（1998年）
- 前代未聞の衝撃作!「シン・ゴジラ」大解剖SP（2016年[168]）
- 『バトルスピリッツ -コアの光主たち-』PV（2021年[169][170]）
- 燈の守り人 灯台音声ガイド ⻘森県東通村 尻屋埼灯台（2022年）[171]

### デジタルコミック
- VOMIC 華麗なる食卓（宇童龍平）

### 特撮
1998年
- 星獣戦隊ギンガマン（デスフィアスの声）

1999年
- 救急戦隊ゴーゴーファイブ（獣男爵コボルダの声）
- 救急戦隊ゴーゴーファイブ 激突!新たなる超戦士（獣男爵コボルダの声）

2000年
- 救急戦隊ゴーゴーファイブVSギンガマン（獣男爵コボルダの声）
- 未来戦隊タイムレンジャー（ハーバルの声）

2011年
- 帰ってきた天装戦隊ゴセイジャー last epic（キングビービの声）

2013年
- 獣電戦隊キョウリュウジャー（デーボ・ヒョーガッキの声）

2021年
- 機界戦隊ゼンカイジャー / 劇場版 / スピンオフドラマ（2021年 - 2022年、バラシタラの声） - 3作品

2022年
- 忍風戦隊ハリケンジャーwithドンブラザーズ（アウンジャの声）

2023年
- 仮面ライダーガッチャード（2023年 - 2024年、レスラーGの声）
- 忍風戦隊ハリケンジャーでござる! シュシュッと20th Anniversary（アウンジャの声）

2024年
- 爆上戦隊ブンブンジャー（ゲタグルマーの声）

### テレビ番組
- 音でおとぎ話〜世界を彩る魔法の効果音〜（2025年3月17日、NHK総合） - ラジオドラマ「桃太郎改め ユフォたろう」（雪男、審判雪男）

### キャラクターソング
- キン肉マンII世シリーズ「Bible evil」（スカーフェイス）
  - 「キン肉マンII世 歌と音楽集「キャラクターソングと映画の激伴!!」」（2002年）
  - 「キン肉マンII世 The Perfect Collection」（2008年）
- 機動戦士ガンダムAGE キャラクターソングアルバム Vol.1「Desperado Blues」（2012年） - イワーク・ブライア

### その他コンテンツ
- Fキャラオールスターズ大集合 ドラえもん&パーマン 危機一髪!?（密漁団のボス）
- WBC世界フライ級タイトルマッチ 内藤大助 対 亀田大毅（範馬勇次郎の声）
- ニモ&フレンズ・シーライダー（ブロート）
- 燈の守り人〜幻想夜話〜（ボイスドラマ、2022年、尻屋埼灯台[171]）

### シリーズ一覧
1. ↑  第1期（1999年 - 2000年）、第2期『おジャ魔女どれみ♯』（2000年）、第3期『も〜っと!おジャ魔女どれみ』（2001年）、第4期『おジャ魔女どれみドッカ〜ン！』（2002年）
2. ↑  第1期（2002年）、第2期『ULTIMATE MUSCLE』（2004年）、第3期『ULTIMATE MUSCLE2』（2006年）
3. ↑  第1期（2004年）、第2期『2』（2007年）
4. ↑  第2期『II(Second)』（2007年）、第3期『III-FINAL-』（2012年）
5. ↑  第1期（2009年）、第2期『REVERSE』（2010年）
6. ↑  第1期（2009年）、第2期『II』（2010年）
7. ↑  第5シリーズ（2009年）、第6シリーズ（2010年）
8. ↑  第1期（2011年）、第3期『リンクジョーカー編』（2013年）
9. ↑  第1期（2012年）、第2期『PERFECT ORDER』（2012年）
10. ↑  第1期（2014年）、第2期『√A』（2015年）、第3期・最終章『:re』（2018年）
11. ↑  第1期（2015年）、第3期前半『餐ノ皿』（2017年）
12. ↑  第1期（2015年）、第2期『BURST』（2015年）
13. ↑  第1期（2015年）第3期『III』（2020年）
14. ↑  第1期（2016年）、第2期後半クール（2021年）、第3期『3rd season 襲撃編』（2024年）、第3期『3rd season 反撃編』（2025年）
15. ↑  シーズン1（2018年）、シーズン2（2018年）
16. ↑  第一期（2018年）、第二期（2018年）、第三期（2020年）、第四期（2022年 - 2023年）
17. ↑  テレビシリーズ（2019年）、特別編（2021年）
18. ↑  第1期（2019年）、第2期『弐ノ章』（2020年）、第3期『参ノ章』第1クール（2025年）、第3期『参ノ章』第2クール（2026年）
19. ↑  第1期（2021年 - 2022年）、第2期『鉄錆の山の王』（2023年）
20. ↑  第1期（2022年 - 2023年）、第2期『決闘学園編』（2023年 - 2024年）
21. ↑  第1期（2023年）、第2期（2024年）
22. ↑  第一部『世直し姉弟編』（2024年）、第二部『千魔混沌編』（2024年）
23. ↑  第1クール（2024年）、第2クール（2024年）、第3クール（2025年）
24. ↑  第1期（2024年）、第2期『Act.2』（2025年）
25. ↑  第4期『雪ノ果篇』（2024年）、第4期『終夜篇』（2025年）
26. ↑  『WORLD』『3D』（2011年）、『GENESIS』（2016年）
27. ↑  『〜関ヶ原奇譚〜』（2012年）、『花結綴り』（2013年）
28. ↑  『フルブースト PS3版』（2014年）、『マキシブースト』（2014年）、『マキシブースト ON』（2016年）
29. ↑  『エクストリームバーサス2』（2018年）、『クロスブースト』（2021年）、『オーバーブースト』（2023年）、『インフィニットブースト』（2025年）